# Віртуальний бізнес
Віртуа́льний бі́знес (англ. virtual business) — форма ведення підприємницької діяльності, пов'язана з інформаційним (віртуальним) простором.
Віртуа́льне підприє́мство (англ. virtual enterprise; virtual corporation) — підприємство, яке складається з товариства географічно роз'єднаних робітників, які існують в спільному єдиному інформаційному просторі та в процесі праці спілкуються, взаємодіють, користуючись електронними засобами комунікацій при мінімальному або повністю відсутньому особистому, безпосередньому контакті.
Віртуальні підприємства об'єднують групи людей (віртуальний колектив), що займаються спільною справою, персонал, та залучені виробничі потужності. Персонал взаємодіє у реальному часі (синхронно) або у відстроченому режимі (асинхронно) незалежно від фізичного місця знаходження. Потужності залучаються при необхідності й на умовах можливого швидкого вивільнення (наприклад, через оренду), тобто, підприємства не мають основних фондів.
На відміну від традиційних підприємств віртуальні підприємства можуть швидко реагувати на зміни ринку при критично низьких, з точки зору традиційного бізнесу, витратах.

## Історія
Amazon.com був піонером віртуального бізнесу. Як книжковий інтернет-магазин, він надавав послуги з дистрибуції видань без наявності фізичного роздрібного магазину. Оскільки послуги Web 2.0 стали популярнішими, багато компаній почали використовувати ці комунікативні та торговельні технології, щоб охопити своїх клієнтів. Завдяки підвищеній безпеці, нормам відповідності стандарту PCI DSS і більш ретельним можливостям моніторингу транзакції з кредитними картками через Інтернет є навіть більш безпечним видом торгівлі, ніж інші варіанти, такі як телефон або факс. Поряд із підключенням клієнтів до фізичних продуктів, віртуальні підприємства також починають надавати важливі послуги. Останнім часом зросла популярність онлайн-доставка професійних послуг, таких як адміністрування, дизайн і маркетинг. Такі компанії вдосконалили свої пропозиції, включивши такі послуги, як віртуальний помічник, у якому особа, яка надає послугу, працює поза власним офісом і надає послуги через інтернет.